# Усенко Віталій Викентійович
Усе́нко Віта́лій Вике́нтійович (нар. 1887, Житомир, Волинська губернія — пом. 22 листопада 1921, Базар, Волинська губернія) — сотник Армії УНР, Герой Другого Зимового походу.

## Життєпис
Народився в 1887 році у Житомирі Волинської губернії в українській родині. Освіти не мав. Працював шевцем. Не входив до жодної партії.
В Армії УНР із 1918 року. Служив у 28-му курені 10-ї бригаді 4-ї Київської дивізії.
Восени 1921 року узяв участь у Другому зимовому поході з Волинською повстанською групою у складі 2-ї збірної бригади Збірної Київської дивізії. Під час бою за станцію Чоповичі, після тяжкого поранення командира куреня Лисогора, Усенко прийняв командування куренем до кінця походу.
Потрапив у полон 17 листопада 1921 року близько 15.00 — 16.00 години під селом Малі Міньки.
Розстріляний більшовиками 22 листопада 1921 року у місті Базар.
Реабілітований 27 квітня 1998 року.

## Вшанування пам'яті
- Його ім'я вибите серед інших на Меморіалі Героїв Базару.